# آبشار بوستون
آبشار بوستون (به انگلیسی: Boston Creek Falls) آبشاری است که در ایالت واشینگتن، ایالات متحده آمریکا واقع شده و ارتفاع کلی ریزشگاه آن ۱٬۶۲۷ فوت (۴۹۶ متر) است.